# Rashid al-Din
Rashid al-Din (1247–1318), geboren als Rashid-ud-Dawla, was vizier in het Il-kanaat, een van de vier delen van het Mongoolse rijk. Het voornaamste gebied van dat kanaat was  het huidige Iran.  Hij is echter vooral bekend als de auteur van de Jami' al-tawarikh (Album van kronieken), beschouwd als het eerste geschiedkundige werk dat alle toen bekende beschavingen en samenlevingen trachtte te beschrijven.

## Herkomst en eerste deel loopbaan

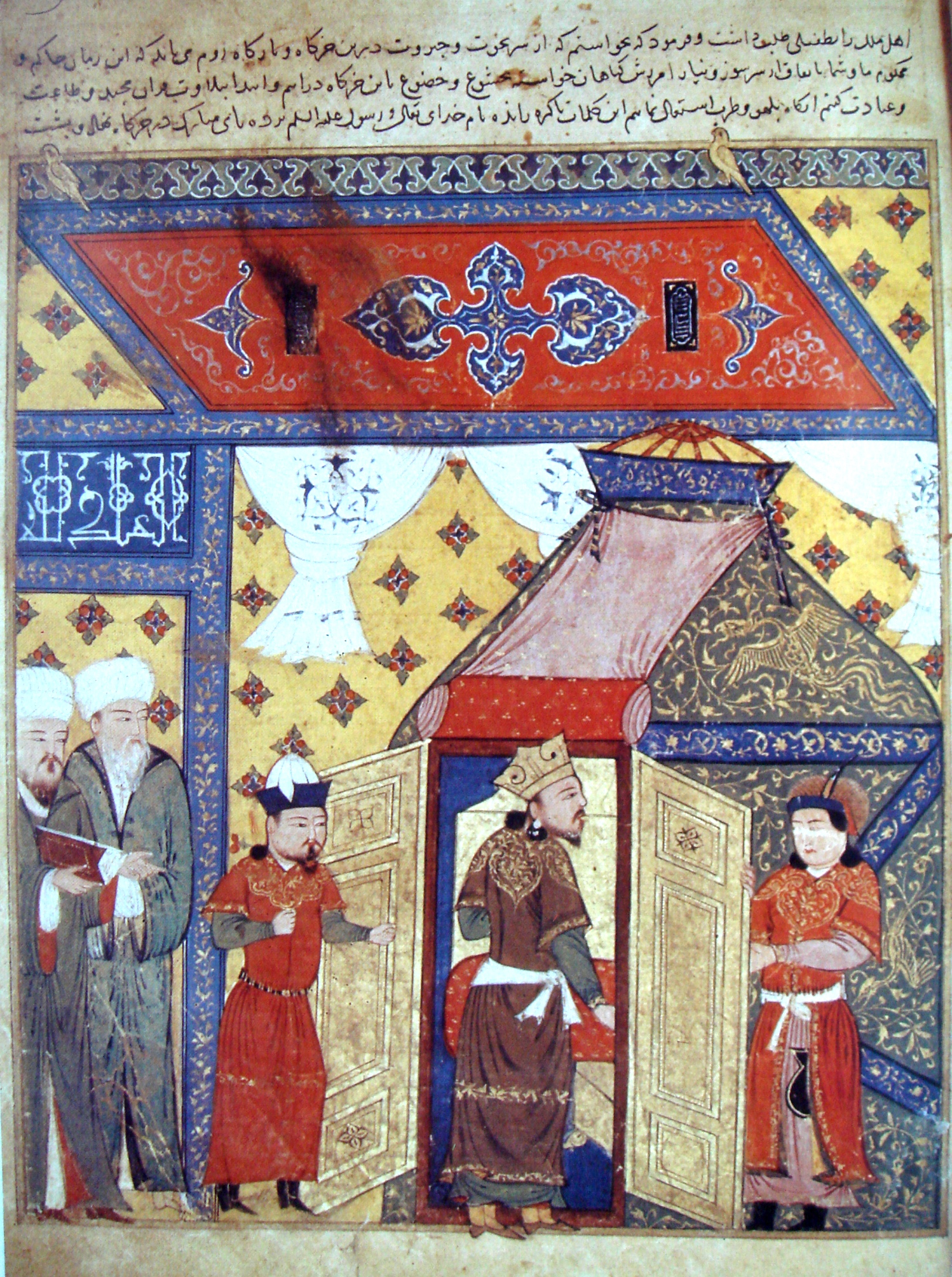
De bekering van Ghazan Khan tot de islam

Rashid al-Din  werd geboren in Hamadan in het huidige Iran als de zoon van een Joodse apotheker en arts. Hij werd in diezelfde richting opgeleid. Hij diende als hofmeester aan het hof van Geikhatu Khan. Er heerste daar een financiële chaos. Hij vluchtte uit angst dat hij daarvoor verantwoordelijk zou worden gehouden. Daarna werkte hij aan het hof van, toen nog prins, Ghazan. In 1295 werd Ghazan de kan van Il-kanaat, en Rashid al-Din ging voor hem werken.
In dat jaar bekeerde Ghazan zich om politieke redenen in naam tot de islam. Ook Rashid al-Din neemt dan deze islamitische naam aan en doet afstand van zijn geboortenaam  Rashid-ud-Dawla. Andere bronnen, waaronder een Arabische biografie over hem, dateren die overgang van het joodse naar het islamitische geloof al in 1277. In Arabische bronnen wordt Rashid al-Din over het algemeen weinig positief beschreven. Die bronnen spreken vaak met walging over de klasse van Joodse landadel die voor 1295 als handelsagenten voor de Mongoolse elite werkten.
Rashid al-Din was aanhanger van de denkrichting van het moetazilisme, een toenmalige opvatting binnen de islamitische theologie dat de Koran geschapen is en de bedoelingen en geboden van God afleidbaar zijn door middel van rationeel denken en onderzoek. Geschriften en commentaren van  Rashid al-Din op de Koran werden later vaak als joodse vervalsingen van het woord van God betiteld.

## De "Jami' al-tawarikh"

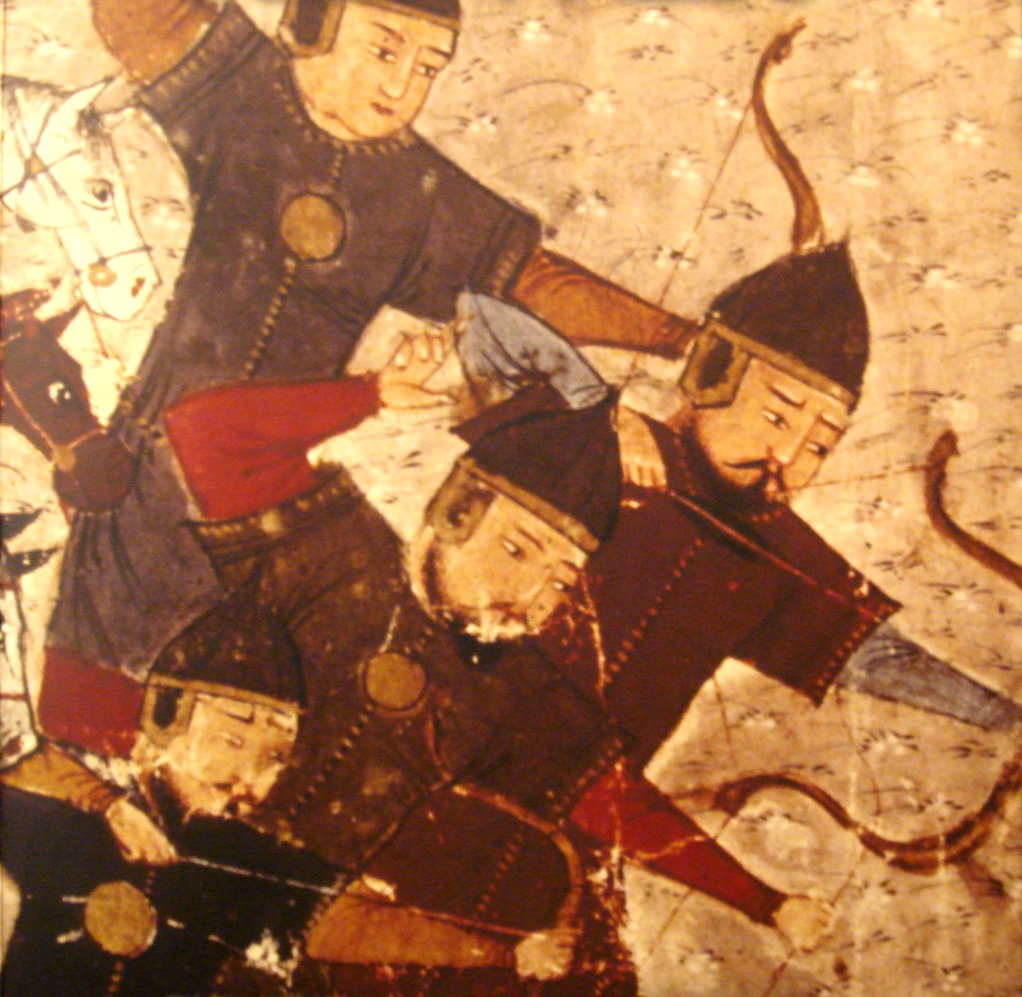
Mongoolse soldaten in de Jami' al-tawarikh

In 1298 werd hij de tweede vizier na de grootvizier. Ghazan Khan gaf hem de opdracht een volledige geschiedenis van de Mongolen te schrijven en zorgde ervoor dat hij kon beschikken over al het relevante en ook vaak vertrouwelijke materiaal. Rashid al-Din voltooide dit werk tijdens de regeerperiode van Öljeitü, de opvolger van Ghazan Khan. Hij kreeg van Öljeitü de opdracht het werk uit te breiden met een beschrijving van alle toen in dat deel van de wereld bekende kronieken. Die tweede versie werd de Jami' al-tawarikh.
Hedendaagse historici zijn van mening dat Rashid al-Din wel de verantwoordelijkheid gehad moet hebben voor eindredactie van het werk. Hij moet echter ondersteund zijn door tientallen klerken die research deden en een eerste concept schreven. Hetzelfde geldt voor de honderden kunstenaars die verantwoordelijk waren voor de kalligrafie en de zeer talrijke Perzische miniaturen. Rashid al-Din had voor het project dan ook de beschikking over een campus met de naam Rab'-e Rashidi, nabij de toenmalige universiteit in Tabriz, de hoofdstad van het Il-kanaat.
Na de voltooiing van de eerste exemplaren in het Perzisch en het Arabisch omstreeks 1309 zou hij als beloning een miljoen gouden dinar ontvangen hebben. Hij belegde dat geld in nog onontgonnen land, waar hij agrarische producten liet verbouwen. Veel van de opbrengst van die investeringen ging naar godsdienstige organisaties en naar het grafcomplex dat hij al liet bouwen. Via de patronage van die godsdienstige organisaties werden naast de Jami' al-tawarikh  ook andere literaire werken geproduceerd. Ook al die werken waren rijk geïllustreerd, en Rashid al-Din heeft dan ook in belangrijke mate bijgedragen aan de ontwikkeling van de miniatuurkunst in Perzië.

## Overig literair werk
Op het complex van de universiteit van Tabriz liet Rashid al-Din ook veel van zijn ander literaire werk kopiëren. Het werd gebundeld in een uitgave onder de naam Jami' al-Tasanif al-Rashidi  (Het verzamelde werk van Rashid). Enkele van zijn kortere essays over medische zaken en bestuur liet hij vertalen in het Chinees. Via de patronage van de door hem gestichte organisaties waren er fondsen beschikbaar voor de jaarlijkse uitgave van zijn werken in zowel het Perzisch als het Arabisch.
Een ander aan hem toegeschreven werk is de Sawanih al- Afkar-i Rashidi  (De Gedachten van Rashid). Het bestaat uit  54 essays, waarvan 47  in de vorm van brieven. Het werk wordt nu meestal aangeduid als De Brieven van Rashid al-Din. Een aantal van die brieven handelt over de relatie tussen het Il-kanaat en India. Er is een debat in het wetenschappelijk circuit over de authenticiteit van die brieven. Een aantal historici gaat ervan uit dat in ieder geval een aantal van die brieven een pseudepigraaf is, op zijn vroegst enkele decennia later geschreven in de periode van de Timoeriden en om toenmalige politieke redenen toegevoegd aan zijn werk.

## Laatste jaren
In 1312 liet Öljeitü de grootvizier executeren. Rashid al-Din werd beschuldigd van het leiden van een Joods complot dat Ghazan Khan had vergiftigd. De nieuwe grootvizier begon tegen hem te intrigeren. In 1316 overleed Öljeitü en werd als kan opgevolgd door Abu Sa'id. Rashid al-Din werd in 1317 ontslagen als vizier en in 1318 geëxecuteerd op basis van de beschuldiging Öljeitü vergiftigd te hebben. Na de dood van de nieuwe grootvizier wist de zoon van Rashid, Ghiyas-ud- Din Muhammad, de positie van vizier weer te bereiken en het bezit van de familie voor een groot deel terug te krijgen.